# Liste des secteurs de Munich
La ville de Munich, capitale de la Bavière en Allemagne, est divisée en secteurs (appelés Stadtbezirke en allemand). Depuis le Moyen-Âge, le centre historique (Altstadt) était divisé en quatre quartiers. Au fil des ans, la municipalité a connu de nombreuses incorporations des anciennes communes, soit une sorte d'extension de la ville, et le nombre des districts urbains était passé à 41 jusqu'à la Seconde Guerre mondiale. Depuis la réorganisation de 1992 et de 1996, ces secteurs sont au nombre de 25 : 

Les 25 arrondissements de Munich.

|    | Secteur                                                 | km²    | hab (12/2020) | hab/km² (12/2020) | Étrangers (‰ hab, 2020) |
| -- | ------------------------------------------------------- | ------ | ------------- | ----------------- | ----------------------- |
| 1  | Altstadt-Lehel                                          | 3,15   | 20 960        | 6 663             | 25,2                    |
| 2  | Ludwigsvorstadt-Isarvorstadt                            | 4,40   | 51 547        | 11 711            | 28,2                    |
| 3  | Maxvorstadt                                             | 4,30   | 51 530        | 11 989            | 25,6                    |
| 4  | Schwabing-West                                          | 4,36   | 68 750        | 15 756            | 22,9                    |
| 5  | Au-Haidhausen                                           | 4,22   | 62 353        | 14 776            | 23,6                    |
| 6  | Sendling                                                | 3,94   | 40 916        | 10 388            | 26,9                    |
| 7  | Sendling-Westpark                                       | 7,81   | 60 468        | 7 738             | 29,4                    |
| 8  | Schwanthalerhöhe                                        | 2,07   | 29 328        | 14 166            | 32,3                    |
| 9  | Neuhausen-Nymphenburg                                   | 12,91  | 99 704        | 7 720             | 24,7                    |
| 10 | Moosach                                                 | 11,09  | 54 934        | 4 952             | 32,3                    |
| 11 | Milbertshofen-Am Hart                                   | 13,42  | 75 999        | 5 664             | 41,2                    |
| 12 | Schwabing-Freimann                                      | 25,67  | 78 881        | 3 072             | 30,3                    |
| 13 | Bogenhausen                                             | 23,71  | 91 855        | 3 874             | 25,1                    |
| 14 | Berg am Laim                                            | 6,31   | 46 915        | 7 429             | 32,8                    |
| 15 | Trudering-Riem                                          | 22,45  | 74 456        | 3 316             | 23,7                    |
| 16 | Ramersdorf-Perlach                                      | 19,90  | 118 147       | 5 938             | 34,4                    |
| 17 | Obergiesing-Fasangarten                                 | 5,72   | 53 897        | 9 421             | 31,2                    |
| 18 | Untergiesing-Harlaching                                 | 8,06   | 52 940        | 6 571             | 24,0                    |
| 19 | Thalkirchen-Obersendling- Forstenried-Fürstenried-Solln | 17,76  | 98 596        | 5 550             | 28,0                    |
| 20 | Hadern                                                  | 9,22   | 49 770        | 5 396             | 28,1                    |
| 21 | Pasing-Obermenzing                                      | 16,50  | 77 301        | 4 686             | 24,2                    |
| 22 | Aubing-Lochhausen-Langwied                              | 34,06  | 50 140        | 1 472             | 29,6                    |
| 23 | Allach-Untermenzing                                     | 15,45  | 33 710        | 2 182             | 23,9                    |
| 24 | Feldmoching-Hasenbergl                                  | 28,94  | 62 270        | 2 152             | 33,0                    |
| 25 | Laim                                                    | 5,29   | 56 729        | 10 732            | 29,1                    |
|    | Munich                                                  | 310,71 | 1 562 096     | 5 027             | 28,6                    |

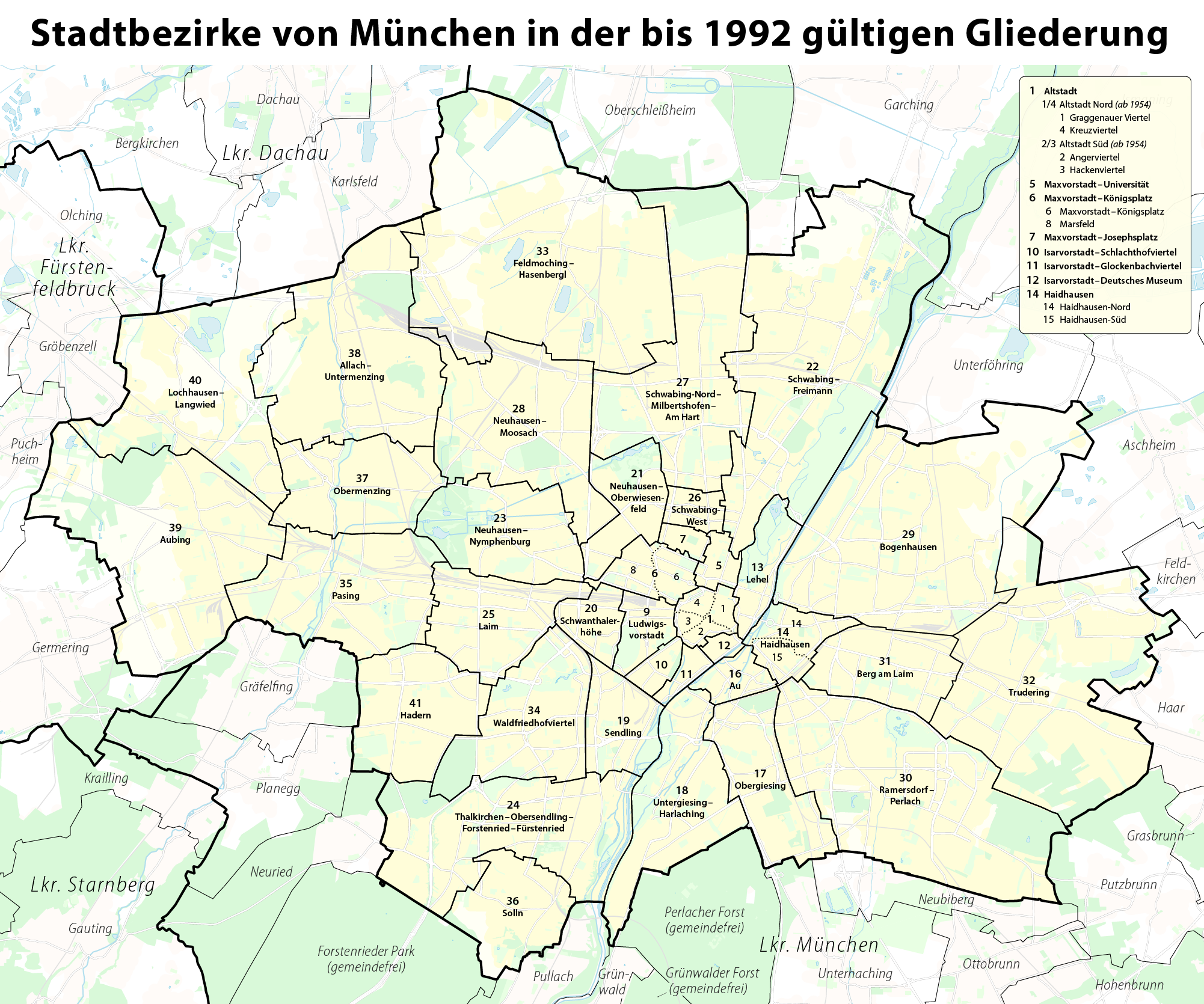
Les secteurs de Munich avant 1992

| Avant la réforme, la ville était divisée en 41 secteurs : Altstadt 1. Altstadt - Gaggenauer Viertel 2. Altstadt - Angerviertel 3. Altstadt - Hackenviertel 4. Altstadt - Kreuzviertel 5. Maxvorstadt - Universität 6. Maxvorstadt - Königsplatz 7. Maxvorstadt - Josephsplatz 8. Marsfeld 9. Wiesenviertel 10. Isarvorstadt - Schlachthausviertel 11. Isarvorstadt - Glockenbachviertel 12. Isarvorstadt - Deutsches Museum 13. Lehel 14. Haidhausen - Haidhausen Nord 15. Haidhausen - Haidhausen Süd 1. Au 2. Obergiesing 1. Altobergiesing 2. Fasangarten 3. Untergiesing-Harlaching 1. Untergiesing 2. Harlaching 4. Sendling 5. Schwanthalerhöhe 6. Neuhausen - Oberwiesenfeld 7. Schwabing - Freimann 1. Schwabing-Ost 2. Freimann - Alte Heide 8. Neuhausen - Nymphenburg 1. östlich 2. westlich 9. Thalkirchen - Obersendling - Forstenried 1. Thalkirchen - Prinz-Ludwigs-Höhe 2. Obersendling 3. Forstenried - Fürstenried 10. Laim 11. Schwabing - West 12. Milbertshofen - Am Hart 1. Schwabing-Nord 2. Milbertshofen 3. Am Hart 13. Neuhausen - Moosach 1. Äußere Dachauer Straße 2. Moosach 14. Bogenhausen 1. Bogenhausen 2. Oberföhring 3. Daglfing - Denning 15. Ramersdorf - Perlach 1. Ramersdorf 2. Perlach und Neuperlach 3. Waldperlach 16. Berg am Laim 17. Trudering 1. Alttrudering - Riem 2. Gartenstadt Trudering 3. Waldtrudering 18. Feldmoching - Hasenbergl 1. Feldmoching 2. Harthhof - Lerchenau - Hasenbergl 3. Ludwigsfeld 19. Waldfriedhofviertel 20. Pasing 1. Villenkolonie I und II 2. Alt-Pasing 21. Solln 22. Obermenzing 23. Allach - Untermenzing 1. Allach 2. Untermenzing 24. Aubing 1. Aubing 2. Neuaubing 25. Lochhausen - Langwied 1. südlich der Bahnlinie 2. nördlich der Bahnlinie 26. Hadern |

## Source
- (fr + de) et (en) http://www.muenchen.de/